# Накагава, Котаро
Котаро Накагава (яп. 中川 幸太郎 Накагава Ко:таро:, род. 7 февраля 1969, Токио) — японский композитор и аранжировщик. Музыкант создает композиции для аниме, дорам, фильмов, телевизионных шоу и рекламных роликов. Особенную популярность приобрел за работу над саундтреками к спецэффектам аниме «Код Гиас» режиссера Горо Танигути.

## Биография
Накагава с детства был окружен музыкой: его отец Ёсихира Накагава, младший брат Эйдзиро Накагава и дяди Такэси и Ацуси Накагава играли на духовых музыкальных инструментах. В три года Накагава начал учиться игре на фортепиано, скрипке, кларнете и барабанах. Со средней школы будущий композитор набирался опыта в полевых условиях, занимаясь вместе со своим отцом и участвуя в игре его оркестра, отвечая за фортепиано и банджо. Позднее он приступил к созданию собственной музыки. Он окончил Токийский университет искусств, факультет музыки, кафедру композиции, а также получил магистерское образование по той же специальности.
На момент 2021 года является главой музыкальной компании «undecided?», занимающейся оркестровкой и созданием композиций различных жанров для аниме, дорам, фильмов и мюзиклов. От имени компании создал треки к аниме «Prison School» и «Chivalry of a Failed Knight».

## Стиль
Несмотря на то, что на сайте компании стиль Накагава описывается как изменчивый и многогранный, в одном из своих интервью композитор отмечает, что на его вкус с детства значительно влиял джаз. Это отразилось на его дальнейшем творчестве: так, например, для создания музыкального трека в s-CRY-ed Накагава использовал мотивы латиноамериканской и джазовой музыки.

## Дискография

### Аниме
- Kiko-chan's Smile[англ.] (1996) (повседневное аниме в жанре дзёсэй о девочке-вундеркинде из детского сада)
- Geobreeders[англ.] (1998, 2000) (приключенческое аниме о группе девушек, борющихся с опасными кошками)
- s-CRY-ed[англ.] (2001) (аниме студии Sunrise в жанре экшен, повествующее о необычной расе людей, способной управлять материей)
- Planetes (2003)
- Фантом – Phantom -PHANTOM THE ANIMATION-[яп.] (2004)
- Transformers: Energon (2004) (вступительная заставка)
- Twin Princesses of the Wonder Planet[англ.] (2005) (комедийное аниме о принцессах 7 магических королевств, собравшихся спасать свою планету)
- Zoids Genesis[англ.] (2005) (история в жанре экшен и приключения, в которой мир наполнен звероподобными боевыми машинами)
- Gun x Sword (2005)
- Code Geass series (2006—2008, в сотрудничестве с Хитоми Куроиси)
- Hayate the Combat Butler series (2007—2009)
- Bamboo Blade (2007) (одна из вступительных песен)
- Major (2008—2010 годы)
- Zettai Karen Children: Psychic Squad[англ.] (2008—2009)[6]
- Мэйджор: Мяч дружбы – 劇場版MAJOR 友情の一球 (Major: Yūjō no Ikkyū)[яп.] (2008) (фильм, события которого происходят между 1 и 2 сезонами Major)
- Gokujō!! Mecha Mote Iinchō series[англ.] (2009—2011) (романтическое аниме, рассказывающее об амбициозной ученице средней школе, мечтающей стать президентом студенческого совета, и группе трех парней-задир, любящих нарушать правила)
- Cross Game (2009)
- 07 Ghost (2009)
- Stitch! ~Best Friends Forever~ (2010—2011)
- Gosick (2011)
- Chibi Devi! (2011—2014)
- Inu x Boku SS (2012—2013)
- Zettai Karen Children: The Unlimited (2013)
- Devil Survivor 2: The Animation[англ.] (2013)[7] (аниме студии Bridge, в котором группе подростков придется за 7 дней спасти мир от демонов, заключив контракт с Дьяволом)
- Stella Women’s Academy, High School Division Class C³[англ.] (2013)[8] (аниме студии Gainax о деятельности школьного страйкбольного клуба)

- Argevollen[англ.] (2014)[9]
- Yu-Gi-Oh! Arc-V[англ.] (2014) (аниме студии Gallop в жанре сёнэн, где 15-летний школьник, подвергшийся проклятью и делящий тело с духом египетского фараона, при помощи карточных игр пытается вернуть утерянные воспоминания мумии)
- Prison School (2015)[10]
- Chivalry of a Failed Knight (2015)[11]
- Active Raid[англ.] (2016)[12] (меха о девушке, вступившей в отряд  экстраординарных личностей, сражающихся с преступностью, и желающей сделать этот отряд лучше)
- Digimon Universe: App Monsters[англ.] (2016) (детское аниме о будущем, в котором главный герой вынужден переступить через свою стеснительность и замкнутость, чтобы спасти Землю от нашествия монстров)
- Sword Gai (2018)
- Hakata Tonkotsu Ramens (2018)
- Major 2nd series[англ.] (2018—2020)[13]

### Дорамы
- Пунцовые горы – 緋の稜線 (Hi no Ryōsen)[яп.] (1998) (рассказ о повседневной жизни в Токио в эпоху Сёва)
- Женщины – 女同士 (Onnadōshi)[яп.] (2000) (история об отношениях двух женщин, уровень близость которых плавно перетекает из дружбы в любовь)
- Правило улыбки – 笑顔の法則 (Egao no Hōsoku)[яп.] (2003) (комедийная дорама об уволенной с работы 23-летней девушке, которая начинает жить на горячих источниках вместе с популярным автором манга)
- Пион и роза – 牡丹と薔薇 (Botan to Bara)[яп.] (2004) (драма о переплетении судеб двух сестер, 30 лет не знавших о существовании друг друга)
- Зимний танец – 冬の輪舞 (Fuyu no Rinbu)[яп.] (2005) (история о сестрах, созданная в продолжение «Пиона и розы»)

### Фильмы
- Super Sentai
  - Отряд Ста Зверей Гаорейнджеры фильм: Рык Хинояма – 劇場版 百獣戦隊ガオレンジャー 火の山、吼える (Gekijōban Hyakujūsentai gaorenjā Hi no yama, hoeru)[яп.] (2001)
  - GoGo Sentai Boukenger the Movie: The Greatest Precious[англ.] (2006)

- Masked Rider Series[англ.]
  - Kamen Rider Decade the Movie: All Riders vs. Dai-Shocker[англ.] (2009, в сотрудничестве с Сюхэи Нарусэ)
  - Kamen Rider × Kamen Rider W & Decade: Movie War 2010[англ.] (2009, в сотрудничестве с Сюхэи Нарусэ)
  - Kamen Rider W Forever: A to Z/The Gaia Memories of Fate[англ.] (2010, в сотрудничестве с Сюхэи Нарусэ)
  - Kamen Rider × Kamen Rider OOO & W Featuring Skull: Movie War Core[англ.] (2010, в сотрудничестве с Сюхэи Нарусэ)
  - OOO, Den-O, All Riders: Let's Go Kamen Riders[англ.] (2011)
  - Kamen Rider OOO Wonderful the Movie: The Shogun and the 21 Core Medals[англ.] (2011)
  - Kamen Rider × Kamen Rider Fourze & OOO: Movie War Mega Max[англ.] (2011, в сотрудничестве с Сюхэи Нарусэ)
  - Kamen Rider × Kamen Rider Wizard & Fourze: Movie War Ultimatum[англ.] (2012, в сотрудничестве с Сюхэи Нарусэ)
  - Kamen Rider Wizard in Magic Land[англ.] (2013)
  - Kamen Rider × Kamen Rider Gaim & Wizard: The Fateful Sengoku Movie Battle[англ.] (2013, в сотрудничестве с Косукэ Ямасита)
  - Kamen Rider × Kamen Rider Drive & Gaim: Movie War Full Throttle[англ.] (2014, в сотрудничестве с Сюхэи Нарусэ и Косукэ Ямасита)
  - Kamen Rider Drive the Movie: Surprise Future[англ.] (2015, в сотрудничестве с Сюхэи Нарусэ)
  - Kamen Rider × Kamen Rider Ghost & Drive: Super Movie War Genesis[англ.] (2015, в сотрудничестве с Го Сакабэ и Сюхэи Нарусэ)
  - Kamen Rider 1[англ.] (2016, в сотрудничестве с Го Сакабэ и Сюхэи Нарусэ)
  - Kamen Rider Heisei Generations Final: Build & Ex-Aid with Legend Riders[англ.] (2017, в сотрудничестве с Кэндзи Каваи, ats-, Такэхито Симидзу и Тору Ватанабэ)
- Super Hero Wars Series
  - Kamen Rider × Super Sentai: Super Hero Taisen[англ.] (2012, в сотрудничестве с Косукэ Ямасита)
  - Kamen Rider × Super Sentai × Space Sheriff: Super Hero Taisen Z[англ.] (2013, в сотрудничестве с Косукэ Ямасита)
  - Heisei Rider vs. Shōwa Rider: Kamen Rider Taisen feat. Super Sentai[англ.] (2014, в сотрудничестве с Косукэ Ямасита)
  - Super Hero Taisen GP: Kamen Rider 3[англ.] (2015, в сотрудничестве с Сюхэи Нарусэ)

### Оригинальные видео
- Драйв Сага – ドライブサーガ (Doraibusāga)[яп.] (2016, в сотрудничестве с Сюхэи Нарусэ)

### Токусацу
- Hyakujuu Sentai Gaoranger[англ.] (2001)

- GoGo Sentai Boukenger[англ.] (2006)
- Kamen Rider Decade[англ.] (2009)
- Kamen Rider Decade: All Riders vs. Dai-Shocker[англ.] (2009)
- Kamen Rider W[англ.] (2009—2010)
- Kamen Rider OOO (2010)
- OOO, Den-O, All Riders: Let's Go Kamen Riders[англ.] (2011)
- Kamen Rider Wizard (2012—2013)
- Kamen Rider × Super Sentai × Space Sheriff: Super Hero Taisen Z[англ.] (2013)
- Kamen Rider Drive[англ.] (2014)

### Телевизионная реклама
- JVC
- Toyota
- Lion Corporation[англ.]
- Mitsubishi Bank[англ.]
- Sony
- Kao
- Daihatsu
- Ajinomoto
- Zojirushi Corporation[англ.]
- Panasonic
- Mitsubishi Motors
- Meiji Seika[англ.]